# خوان کارلوس کالوو
خوان کارلوس کالوو (انگلیسی: Juan Carlos Calvo؛ ۲۶ ژوئن ۱۹۰۶ – ۱۲ اکتبر ۱۹۷۷) یک بازیکن فوتبال اهل اروگوئه بود.